# Koninkrijk Sukhothai

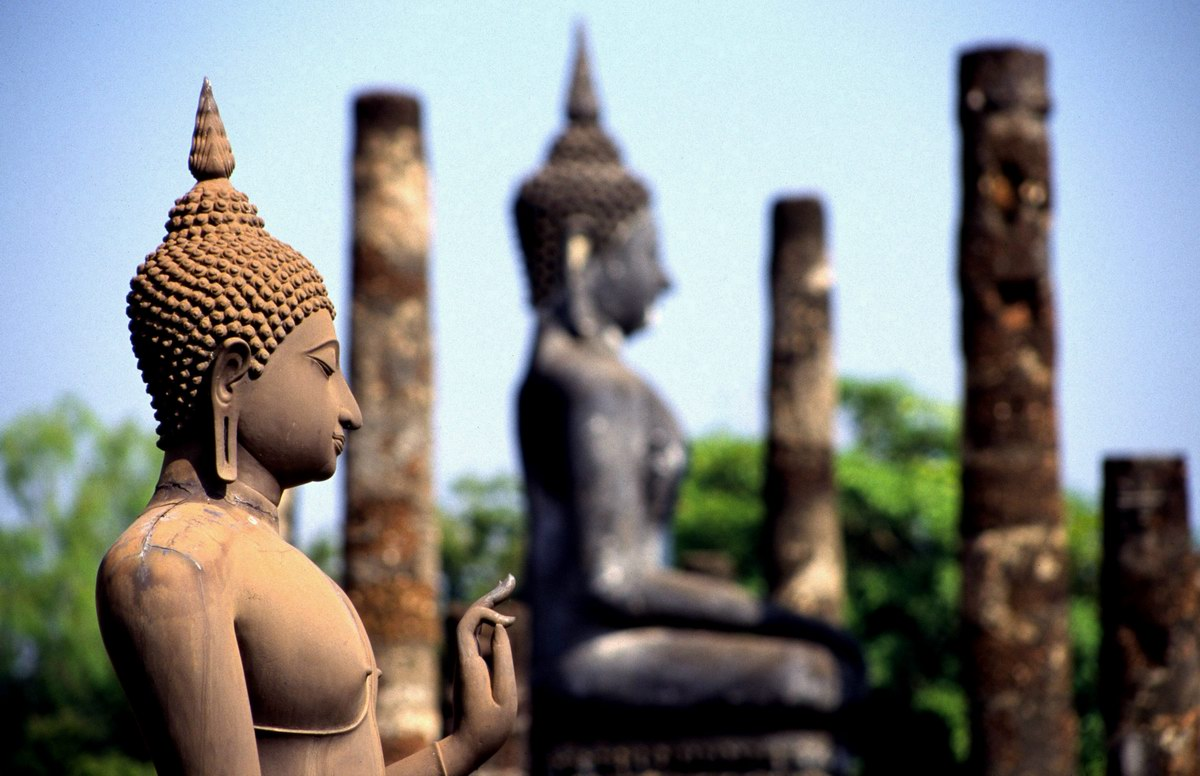
Wat Mahathat in het historisch park Sukhothai

Het koninkrijk Sukhothai was een koninkrijk in noord-centraal Thailand. Het bestond van 1238 tot 1438. Van de toenmalige hoofdstad Sukhothai, twaalf kilometer ten westen van het huidige Sukhothai in Tambon Muang Kao, zijn nog slechts ruïnes over in een historisch park.

## Stichting van het rijk
De stad Sukhothai was aanvankelijk onderdeel van het grote Khmer-rijk, maar in 1238 verklaarden de Thai krijgsheren Pho Khun Pha Muang en Pho Khun Bang Klang Hao zich onafhankelijk. Zij vestigden een Thais-geregeerd koninkrijk. Pho Khun Bang Klang Hao werd later de eerste koning van Sukhothai en noemde zich Pho Khun Si Indrathit (of Intradit). Deze gebeurtenis wordt doorgaans gezien als de stichting van de moderne Thaise natie, hoewel rond dezelfde tijd andere Thaise koninkrijken werden gesticht, zoals Lanna, Phayao en Chiang Saen.
Intradit werd opgevolgd door zijn zoon Pho Khun Ban Muang, die in 1278 werd opgevolgd door zijn broer Pho Khun Ramkhamhaeng.
Sukhothai groeide door bondgenootschappen te vormen met andere Thaise koninkrijken. Met behulp van Ceylonese monniken werden de Theravada-monikken weer tot werkbare aantallen aangevuld. Een belangrijke boeddhistische legende die zich afspeelde in de koninkrijken Sukhothai en Lanna gaat over een witte olifant die met het vermeende schouderbeen van Boeddha de jungle in werd gestuurd en uiteindelijk leidde tot de stichting van de tempel Wat Phrathat Doi Suthep.

## Koning Ramkhamhaeng: de gouden eeuw
Onder Ramkhamhaeng de Grote, zoals hij nu bekendstaat, genoot Sukhothai een gouden eeuw van voorspoed. Op het toppunt van zijn macht strekt zijn rijk zich uit van Martaban (thans in Birma) tot Luang Prabang (thans in Laos) en tot Nakhon Si Thammarat in het zuiden van Malakka. De invloedssfeer van dit koninkrijk was groter dan dat van het moderne Thailand, hoewel de buitengebieden niet allemaal even sterk werden beheerst.
Ramkhamhaeng wordt traditioneel ook beschouwd als de ontwerper van het Thais alfabet. Het ontstaan hiervan wordt gedateerd op 1283, op basis van de controversiële Ramkhamhaeng stèle, waarvan gezegd wordt dat deze het oudste Thaise schrift ooit bevat.

## Verval
Na zijn dood in 1317 werd Ramkhamhaeng opgevolgd door zijn zoon Loethai, waarna de vazalstaten zich begonnen af te scheiden. Eerst Uttaradit in het noorden, dan snel daarna de Laotiaanse koninkrijken van Luang Prabang en Vientiane. In 1319 scheidde de Mon-staat in het westen zich af, en in 1321 kwam Tak, een van de oudste steden van het Koninkrijk Sukhothai, onder de macht van Lanna. In het zuiden maakte de sterke stad Suphanburi zich in het begin van de regeerperiode van Loethai los van Sukhothai.
Zo werd dit koninkrijk zeer snel weer teruggeworpen tot de status van voorheen, toen het slechts van plaatselijke belang was. Intussen groeide de macht van Ayutthaya, zodat koning Thammaracha II in 1378 de macht moest overdragen aan deze nieuwe macht.
Na de dood van koning Thammaracha IV in 1438 was Sukhothai nog slechts een provincie van Ayutthaya.